# Eduardo Minutti
Eduardo Minutti Migliaro (1934 - 10 de septiembre de 2008) fue un contador y político uruguayo perteneciente al Partido Nacional.

## Biografía
Graduado como contador público en la Universidad de la República. Se dedicó fundamentalmente a tributación agropecuaria.
Militante de toda la vida en el Partido Nacional. Siempre se postuló a Intendente Municipal de Salto, rechazando todo otro cargo.
En las elecciones de 1989 fue elegido Intendente del departamento de Salto, con el apoyo del Herrerismo y Por la Patria.
Su hermano Néstor fue también intendente de Salto.
Casado con Mirta Rosas, tuvo 5 hijos: Eduardo, Lucía, Irene, Gabriela y Andrea.